# Новая (близ деревни Новофроловское, Кольчугинский район)
Новая — деревня в Кольчугинском районе Владимирской области России, входит в состав Раздольевского сельского поселения.

## География
Деревня расположена в 34 км на юго-запад от центра поселения посёлка Раздолье и в 26 км на юго-запад от райцентра города Кольчугино, в 4 км на юг от деревни Новофроловское.

## История
Деревня впервые упоминается в жалованной грамоте царя и великого князя Петра Алексеевича стольнику Поливанову в 1685 году, в ней значилось 6 дворов крестьянских.
По данным на 1860 год деревня принадлежала Марии Александровне Нейдгардт. 
В конце XIX — начале XX века деревня входила в состав Коробовщинской волости Покровского уезда, с 1925 года — в составе Киржачской волости Александровского уезда. В 1859 году в деревне числилось 18 дворов, в 1905 году — 30 дворов, в 1926 году — 38 дворов.
С 1929 года деревня входила в состав Козлятьевского сельсовета Кольчугинского района, с 1940 года — в составе Коробовщинского сельсовета, с 1979 года — в составе Белореченского сельсовета, с 1984 года — в составе Раздольевского сельсовета, с 2005 года — в составе Раздольевского сельского поселения.

## Население
| 1859 | 1905 | 1926 | 2002 | 2010 | 2021 |
| ---- | ---- | ---- | ---- | ---- | ---- |
| 112  | ↗200 | ↗217 | ↘3   | →3   | ↗8   |